# Kenja no Mago
Kenja no Mago (賢者の孫?), conocida como El nieto del sabio en Hispanoamérica, es una serie de novelas ligeras japonesas escritas por Tsuyoshi Yoshioka e ilustrada por Seiji Kikuchi. Comenzó su serialización en línea en enero de 2015 en el sitio web de novelas Shōsetsuka ni Narō. Fue adquirida por Enterbrain, quien ha publicado diecisiete volúmenes desde julio de 2015 a través de su imprenta Famitsu Bunko. Una adaptación a manga con ilustraciones de Shunsuke Ogata comenzó su serialización en el sitio web Young Ace Up de Kadokawa Shoten en marzo de 2016. Ha sido recopilada en veintisiete volúmenes tankōbon. Una adaptación a anime de televisión producida por Silver Link se emitió desde el 10 de abril al 26 de junio de 2019.

## Sinopsis
Un joven asalariado de turno completo muere en un accidente automovilstico, reencarnado en otro mundo lleno de magia y demonios. Cuando era bebé, fue recogido por el héroe patriota “El Sabio” Merlin Wolford y se le dio el nombre de Shin Wolford. Fue criado como su nieto y aprendió las enseñanzas de Merlín, lo que le valió algunos poderes increíbles.
Sin embargo, cuando Shin cumplió los 15 años, Merlín se dio cuenta de algo: “¡Olvidé enseñarle cosas comunes!” El rey del Reino Earlshide, Diseum, recomienda a Shin asistir a su Academia de Magia, con el acuerdo de no usar a Shin para la guerra política. En la capital, Shin rescata a dos chicas, Maria y Sicily de un grupo de matones y más tarde, inauguraría un club compuesto por él y otros miembros.

## Personajes

### Grupo de Estudio de Magia Suprema
Shin Wolford (シン＝ウォルフォード Shin Worufōdo?)
 Seiyū: Yūsuke Kobayashi (actor de voz), Samuel Lazcano (español latino), Serika Hiromatsu (niño), Patricio Pinet (español latino, niño)
Un asalariado japonés que trabajaba para una editorial de libros de texto de ciencia, fue atropellado por un camión y renació en otro mundo con sus recuerdos intactos. Criado y entrenado por Merlin Wolford, Melida Bowen y Michel Collins, haciendo que sus habilidades mágicas y de combate superen el rango S. Shin también puede crear y modificar equipo mágico a lo que se puede considerar equipo de nivel de Tesoro Nacional. Sin embargo, al haber sido criado en el bosque, sus habilidades sociales y mundanas son un poco deficientes. Tiene el liderazgo de su Grupo de Estudio de Magia Suprema y obviamente encabeza el rango S. Sicily estaba enamorada de Shin desde su primer encuentro y se regocija cuando se convierte en su prometida. Como su abuelo, Shin puede lanzar magia sin componentes verbales o somáticos (ya que lo considera vergonzosos los nombres de los hechizos en voz alta) y ha creado muchos hechizos únicos como la puerta y los espacios de almacenamiento extradimensionales. Su elemento se comprime en agua y calor y su arsenal más fuerte es Bomba de hidrógeno. Basado en el recuerdo de su mundo anterior, el conocimiento de ciencia y astronomía de Shin revoluciona las herramientas mágicas del mundo. Durante las vacaciones de verano, Shin y sus abuelos hicieron un entrenamiento intensivo con el Grupo de Estudio de Magia Suprema para prepararse para brotes masivos de demonios mientras estaban desplegados en una unidad especial llamada Ultimate Magicians (Magos Supremos), con suerte, para evitar que otros estudiantes de la academia fueran reclutados para la guerra. Poco después, los electrodomésticos de Shin (Tierra-modernos) lo llevaron a abrir su propio centro comercial. Su título es “Rey Demonio”, algo que no le gusta a Shin.
August von Earlshide (アウグスト＝フォン＝アールスハイド Augusuto fon Ārusuhaido?)
 Seiyū: Shōhei Komatsu, Juan Carlos Román (español latino) Miyuri Shimabukuro (niño)
El hijo del rey Diseum y el príncipe heredero, también se llama "Aug" o "Gus" para sus amigos. Es respetado por sus compañeros y, al igual que su padre, considera que las habilidades de uno prevalecen sobre su nobleza, pero no usa su influencia a menos que sea necesario. Aug heredó los rasgos de su padre. Shin y Aug tienen una relación de primos y disfruta viendo cuando Shin se vuelve loco durante las acciones sociales y le gusta burlarse de Shin para que actúe en su plan. También evita que Shin prudente introduzca nueva magia y herramientas que desequilibrarían el mundo. Los amigos de la infancia de Aug, Julius y Thor, se sienten presionados porque habla con Shin de manera informal. Incluso Elizabeth está irritada por su cercanía hasta que Aug la tranquiliza cuando provoca que Shin confiese a Sicily. Aug finalmente adquiere el título de “Dios del Trueno”.
Maria von Messina (マリア＝フォン＝メッシーナ Maria fon Messhīna?)
 Seiyū: Yūki Wakai, Nadia Lujambio (español latino)
Segunda hija pelirroja de una condesa y amiga de Sicily. Maria es una dama muy franca y vocal; también es una fan obsesiva de Merlin y Melida. Se burla de Sicily por su enamoramiento con Shin y trata de ofrecer su apoyo en su relación. Debido a su indiferencia, Shin no la trata como a la hija de un noble. Su título es “Valkyria” y es el tercer rango S, pero no le gusta su título, ya que implica que será virgen por el resto de su vida y nunca se casará.
Sizilien "Sicily" von Claude (シシリー＝フォン＝クロード Shishirī fon Kurōdo?)
 Seiyū: Rina Hon'izumi, Gabriela Pérez (español latino)
Una hermosa y tímida joven; de pelo azul y de voz suave. Es la hija menor del vizconde Claude, que trabaja en la Oficina de Finanzas y tiene dos hermanas mayores y un hermano mayor. Sicily es sencilla con lo que muchos consideran las características más hermosas. Ella está enamorada de Shin desde la primera vez que lo conoce después de que él las rescata a ella y a Maria de un grupo de matones. Cuando ella y Shin comenzaron a salir, ella tiende a ser un poco agresiva con él y con los demás. Sicily sobresale en magia curativa y gracias a la tutoría de Shin, su fuerte ahora es solo el segundo mejor que el de Shin. Ella es el cuarto rango S y recibió el título de “Santa” por ser un salvador de los civiles del Reino de Sweed aumentando su popularidad, incluido el compromiso de ella y Shin. En el manga, actúa de una forma yandere cuando alguna chica intenta coquetear con Shin. Ahora es el objetivo de Zest y sus exploradores, ya que se considera que es la debilidad de Shin.
Alice Corner (アリス コーナー Arisu Kōnā?)
 Seiyū: Miyu Kubota, Rose Mendoza (español latino)
Una chica rubia alegre que tiene una personalidad alegre pero infantil, y su padre es contador de la Compañía de La Haya. A pesar de ser considerada una adulta (15), Alice también es la más pequeña físicamente. Ella está marcada como 5° rango S. El padre de Alice aceptó el puesto de representante en Wolford Company. Después de ver a muchas de sus amigas obteniendo títulos impresionantes, ella también pidió uno, obtuvo uno y se llama “La Pequeña Chica Mágica de la Erradicación”, un título que realmente no le gusta en absoluto.
Thor von Flegel (トール フォン フレーゲル Tōru fon Furēgeru?)
 Seiyū: Arisa Shida, Emiliano Montaño (español latino)
Amigo de la infancia del príncipe August y actúa como uno de sus acompañantes con seriedad. Thor tiene el cabello y anteojos plateados. Es el hijo mayor de un barón y Thor anhela ser nombrado caballero, aunque algunas personas están desconcertadas por su apariencia. Inicialmente, él y Julius no conversan por igual con Aug, hasta que lo ven a él y a Shin interactuando sin preocuparse por su estado, y gana más confianza con el tiempo. Está marcado como sexto rango S.
Lynn Hughes (リン ヒューズ Rin Hyūzu?)
 Seiyū: Megumi Yamaguchi, Mariela Tenorio (español latino)
Una niña pequeña, un poco más alta que Alice y gafas deportivas, y su padre es un mago de la corte. Lynn está emocionada de reunir magia cuando se trata de la tutela de Shin. Debido a su magia incontrolable, Shin la llama la “Chica Mágica Desenfrenada”, algo de lo que parece estar encantada, aunque no fue un cumplido. Dado el nombre, está marcada como séptimo rango S.
Yuri Carlton (ユーリ カールトン Yūri Kāruton?)
 Seiyū: Juri Nagatsuma Mireya Jáurez (español latino)
Un estudiante de figura curvilínea cuya familia regenta una posada. Ella es enseñada personalmente por su ídolo Melida, haciéndola aclamada como la “Sucesora de la Gurú”. Yuri se viste con una camisa holgada que deja al descubierto sus grandes pechos y su especialidad es la magia de encantamiento. Ella está marcada en el octavo rango S.
Tony Freyd (トニー フレイド Tonī Fureido?)
 Seiyū: Chiaki Kobayashi, Emiliano Venosa (español latino)
Un chico guapo de una familia de caballeros, sin embargo, decidió asistir a una academia de magos. Tony es una persona relajada que por lo general se deja llevar por la corriente y no respeta el entorno de los caballeros y está más interesado en coquetear con chicas. Eligió asistir a la Academia de Magia en lugar de la Academia de Caballeros debido a la gran cantidad de chicas en la Academia de Magia. Tony es uno de los pocos magos que sobresalió en el manejo de la espada además de Shin. Está marcado como noveno rango S y adquirió el título de “Caballero Mago” después de derrotar a un ciervo demonio gigante con magia y habilidad con la espada.
Julius von Littenheim (ユリウス フォン リッテンハイム Yuriusu fon Rittenhaimu?)
 Seiyū: Keisuke Komoto, Fernando Rivas Villareal (español latino)
También es amigo de la infancia del príncipe August y es su escolta junto con Thor. Julius tiene un cuerpo musculoso y es el hijo mayor de un duque. Su relación con Aug es similar a la de Thor y cambió después. Julius también habla en un tono samurái que Shin lo confunde con un verdadero caballero hasta que invita a todo el grupo a su resort familiar en la playa. Está marcado como el décimo rango S.
Mark Bean (マーク ビーン Māku Bīn?)
 Seiyū: Shota Hayama, Rubén Quezada (español latino)
Es un chico deportista que pertenece a una familia que trabaja como herrero. Mark es el novio de Olivia y es un buen amigo de la clase S, independientemente de que sea un recién llegado. Su padre es un hombre estricto que mantiene organizado a su personal, aunque inmediatamente resulta en cortesía con la nobleza, como August o Shin. Mark está dispuesto a implementar las ideas de Shin de inventar espadas desprendibles y dispositivos de comunicación inalámbrica potenciados con sus piedras preciosas hechas por el hombre. Originalmente un estudiante de clase A, calificó para estar en el club de Shin al hacer un espacio de almacenamiento interdimensional. La magia de Mark ha mejorado tanto con respecto a la tutoría de Shin que él y Olivia se colocan oficialmente en la clase S, ocupando el puesto 11 y 12 respectivamente.
Olivia Stone (オリビア ストーン Oribia Sutōn?)
 Seiyū: Saya Sato
Es una mujer atractiva cuya familia tiene un restaurante popular y es la novia de Mark. Olivia comenzó como una estudiante de clase A junto con Mark. Ella y Mark son los únicos otros estudiantes de la Academia capaces de crear un espacio de almacenamiento interdimensional, pudiendo así unirse a la actividad del club de Shin. Sin embargo, ella y Mark han sido actualizados a clase S debido a que han mejorado sus poderes mágicos.

### Personajes secundarios
Merlin Wolford (マーリン＝ウォルフォード Mārin Worufōdo?)
 Seiyū: Yusaku Yara, Mauricio Vázquez (español latino)
“El Sabio” y abuelo adoptivo de Shin. Es un héroe del Reino cuya magia y habilidades se consideran legendarias, especialmente cuando él y Melida (con quien estaba casado en ese momento) mataron al primer demonioide. Dondequiera que vayan, tienen fanáticos rabiosos que los persiguen y son considerados el epítome de la grandeza. Sin embargo, mientras enseñaba magia y combate a Shin, su entrenamiento en el sentido común y los eventos de otro mundo fue un poco escaso.
Melida Bowen (メリダ＝ボーウェン Merida Bōwen?)
 Seiyū: Gara Takashima, Irma Infante (español latino)
“La Gran Gurú” y exesposa de Merlin. Melida ayudó a criar a Shin y le enseñó la habilidad de crear equipos, siendo uno de los más grandes creadores de todos los tiempos. Aunque es severa, se preocupa mucho por Shin y siempre se sorprende cuando él hace algo ingenioso; si no enojado, ya que Shin tiene una tendencia a hacer las cosas sin pensar en ello de manera responsable. Ella también está trabajando para enseñarle a Shin algo de sentido común y asegurarse de que no se aprovechen de él. Años atrás ella y Merlin tuvieron un hijo llamado Train Wolford, nacido unos años antes de que subyugaran al demonio, quien fue asesinado por una bestia demoníaca debido a que eran "débiles de mente".
Diseum von Earlshide (ディセウム フォン アールスハイド Diseumu fon Ārusuhaido?)
 Seiyū: Mitsuaki Hoshino, Carlos Reynoso (español latino)
El actual rey del Reino de Earlshide. La personalidad de Diseum es laxa y prefiere que Shin lo llame tío Dis, ya que él mismo ve a Shin como su propio sobrino. En sus días en la Academia de Magia, el cuerpo estudiantil fue reclutado en la subyugación del primer Demonoide. La calamidad trajo casi la extinción al Reino de Earlshide y Diseum fue testigo de todo hasta que Merlin y Melida llegaron para combatir y derrotar la amenaza. Desde entonces, Diseum se hizo amigo del dúo después de que fueran aclamados como héroes. Después de que Diseum se graduó de la academia, acompañó a Merlin y Melinda a vivir una vida vagabunda. Debido a que fue tratado como un aprendiz o más bien como una sirvienta, los dos lo tratan con poco respeto. Al parecer, en ese momento, debido a que dejó atrás su cargo de Príncipe Heredero, Julia, que era su prometida en ese momento, todavía no puedo superar ese hecho. La hermana de Diseum, Catherine von Prussen, es la Papa de la Santa Nación de Ys. Catherine fue una de las personas que viajó con Merlin y Melinda cuando eran más jóvenes. Catherine fue elegida como Papa, algún tiempo antes del comienzo de la serie.
Elizabeth von Koralle (エリザベート＝フォン＝コーラレ Erizabēto fon Kōrare?)
 Seiyū: Nozomi Kimura
Es la segunda hija del duque Koralle y la prometida del príncipe August. Ella afirma no tener habilidades mágicas. A diferencia de otros nobles, siente una gran aversión hacia Shin debido a que August habla todo el tiempo de él.
May von Earlshide (メイ フォン アールスハイド Mei fon Ārusuhaido?)
 Seiyū: Maya Hinanogi
La princesa May es la hija del rey Diseum y la hermana pequeña de August; es una gran fan de Melida y se enoja con August por no traerla con él. Cuando finalmente puede aprender con Melida y Merlín, resulta ser un prodigio.
Michel Collins (ミッシェル＝コーリング Missheru Kōringu?)
 Seiyū: Yoshihisa Kawahara, Mauricio Malagón (español latino)
El ex general de la Orden de los Caballeros del Reino de Earlshide y se instaló en el bosque después de jubilarse. Michel es un instructor estricto, cada vez que se entera de que Shin ha hecho algo poco común; él subiría de nivel el tipo de entrenamiento de artes marciales para este último. Michel era conocido como “El Santo de la Espada”.
Siegfried Marquez (ジークフリード マルケス Jīkufurīdo Marukesu?)
 Seiyū: Makoto Kaneko, Samuel Oseguera (español latino)
Siegfried es uno de los magos de la corte y guardaespaldas personales de Diseum. Siendo también conocido Sieg, es guapo y tiene una personalidad tranquila, aunque de vez en cuando, Siegfried y Christina siempre discuten. Shin y él se tratan como hermanos.
Christina Hayden (クリスティーナ ヘイデン Kurisutīna Heiden?)
 Seiyū: Aoi Koga
Christina es uno de los Caballeros Imperiales y actúa como escolta de Diseum. Es una persona amable, pero indeseablemente insociable. Siegfried y Christina se pelean a menudo y Shin ve a Christina como una hermana mayor.

### Demonoides
Kurt von Rietsburg (カート＝フォン＝リッツバーグ Kāto fon Rittsubāgu?)
 Seiyū: Daisuke Masuoka, Erick Padilla (español latino)
El hijo mayor de un conde, es un arrogante estudiante de clase noble que considera indigno a cualquiera que no sea noble. Kurt intenta usar su estado como palanca para obtener lo que quiere, lo cual va en contra de las reglas de la escuela y la ley real. Por haber sido colocado en la clase A, está celoso de Shin, pensando que hizo trampa para convertirse en el mejor estudiante y tomando una posición en la clase S que debería pertenecerle. Sin embargo, no siempre fue así, pero después de una visita al laboratorio de Oliver, comenzó a actuar así. Su odio e influencia provienen de Oliver, lo que hace que se convierta en un demonio que ataca la escuela, lo que obliga a Shin a matarlo para proteger el campus. Después de la muerte de Kurt, la Casa de Rietsburg estuvo al principio bajo observación, pero después de la confesión de Schtrom de que había usado a Kurt como conejillo de indias, no fueron acusados de ningún delito y fueron tratados como víctimas. 
Oliver Schtrom (オリバー・シュトロム Oribā Shutorōmu?)
 Seiyū: Toshiyuki Morikawa, Benjamín Flores (español latino)
Oliver es el villano por excelencia de la serie que es un demonioide con la apariencia de un hombre joven con cabello largo plateado y ojos rojos. Ex conocido como Oliveira von Schtradius, Duque de una familia real del Imperio Blusfia y era un esposo devoto de su esposa embarazada Aria, y pasaba su tiempo en relación con los plebeyos y los nobles de Earlshide, mejorando el sustento de sus ciudadanos. La admiración enciende los celos de los otros señores feudales, quienes tuvieron que prohibir a las personas migrar allí, lo que evidentemente no les concierne. Los señores incriminaron a Oliver como un secuestrador humano que llevó a los ciudadanos a quemar su casa y matar a su esposa. A pesar de que los ciudadanos pidieron perdón a Oliver después de darse cuenta de que fueron engañados, él, en medio de la desesperación, demonizó y desató una ardiente explosión mágica que arrasó con todo el territorio. Se hace pasar por un profesor de secundaria en Earlshide para inventar investigaciones ilícitas. Después de concluir con éxito su experimento de demonizar a Kurt, y casualmente enfrentarse a Shin en una pelea uno a uno, Oliver se venga al derrocar al Imperio Blusfia y transformar a los ciudadanos en demonios que comparten sus principios. Independientemente de no tener más objetivos, Oliver intenta borrar a Shin, viéndolo como su mayor amenaza, solo para darse cuenta de que Shin es en realidad su hijo biológico, ya que su difunta esposa había escondido a su hijo después de escuchar los rumores, y está en conflicto sobre si volverá a la humanidad o seguirá siendo un demonio. 
Zest (ゼスト Zesuto?)
 Seiyū: Kenjirō Tsuda
Ex capitán del Departamento de Inteligencia y maestro de espías del Imperio Blusfia. A pesar de su comportamiento insensible y calculador, Zest se preocupaba por el bienestar de todos sus subordinados y las familias de los fallecidos. Zest originalmente sirvió a los altos mandos constantemente para solicitar ayuda y apoyo, hasta que encontró a los nobles atormentando a una hermana menor de un subordinado suyo fallecido, solo para salvarse de los gastos; esto llegó a un punto crítico cuando Oliver le ofreció a él y a sus leales subordinados los medios para convertirse en demonios para castigar a quienes les habían hecho daño. Al alimentar información falsa para iniciar una guerra contra el Reino de Earlshide para que Oliver pudiera usurpar el Imperio con todas las defensas abajo, este plan finalmente tuvo éxito. Cuando Oliver mostró desinterés por hacer cualquier otra cosa; sin embargo, después de enterarse de la pelea de Oliver con Shin, a Zest le preocupaba que alguien pudiera resistir a Oliver. A espaldas de Oliver, Zest decidió ir tras Shin o demonizarlo a su lado. 
Miria (ミリア Miria?)
 Seiyū: Sayaka Ohara, Mireya Jaurez (español latino)
Una humana convertido en demonio a quien Oliver acogió cuando ella perdió a su familia por culpa del Imperio. Miria atiende las heridas de Oliver después de su pelea con Shin. Está enamorada de Oliver y algún día quiere tener un hijo con él; sin embargo, Oliver parece no corresponder a esos sentimientos. Ella ha tenido entrenamiento de combate y puede mantenerse al día con Shin en una pelea.

## Contenido de la obra

### Novela ligera
Tsuyoshi Yoshioka originalmente comenzó la serie como una novela web. La serie fue adquirida para publicación impresa por Enterbrain, quien publicó la primera novela ligera el 30 de julio de 2015. 
| N.º | Lanzamiento              | ISBN                   |
| --- | ------------------------ | ---------------------- |
| 1   | 30 de julio de 2015      | ISBN 978-4-04-730586-1 |
| 2   | 30 de octubre de 2015    | ISBN 978-4-04-730766-7 |
| 3   | 29 de febrero de 2016    | ISBN 978-4-04-730977-7 |
| 4   | 30 de julio de 2016      | ISBN 978-4-04-734219-4 |
| 5   | 30 de noviembre de 2016  | ISBN 978-4-04-734349-8 |
| 6   | 30 de marzo de 2017      | ISBN 978-4-04-734540-9 |
| 7   | 30 de septiembre de 2017 | ISBN 978-4-04-734777-9 |
| 8   | 30 de marzo de 2018      | ISBN 978-4-04-735053-3 |
| 9   | 29 de diciembre de 2018  | ISBN 978-4-04-735427-2 |
| 10  | 29 de junio de 2019      | ISBN 978-4-04-735671-9 |
| 11  | 30 de octubre de 2019    | ISBN 978-4-04-735758-7 |
| 12  | 30 de marzo de 2020      | ISBN 978-4-04-736024-2 |
| 13  | 30 de septiembre de 2020 | ISBN 978-4-04-736186-7 |
| 14  | 30 de marzo de 2021      | ISBN 978-4-04-736507-0 |
| 15  | 30 de septiembre de 2021 | ISBN 978-4-04-736780-7 |
| 16  | 28 de febrero de 2022    | ISBN 978-4-04-736930-6 |
| 17  | 29 de noviembre de 2022  | ISBN 978-4-04-737234-4 |

### Manga
Una adaptación a manga, ilustrada por Shunsuke Ogata, comenzó la serialización en el sitio web Young Ace Up de Kadokawa Shoten desde marzo de 2016. Veintisiete volúmenes tankōbon se han lanzado hasta el 7 de agosto de 2025. El manga es publicado en México por Editorial Kamite.
| N.º | Lanzamiento              | ISBN                   |
| --- | ------------------------ | ---------------------- |
| 1   | 26 de noviembre de 2016  | ISBN 978-4-0410-5036-1 |
| 2   | 25 de febrero de 2017    | ISBN 978-4-0410-5536-6 |
| 3   | 25 de abril de 2017      | ISBN 978-4-0410-5537-3 |
| 4   | 25 de julio de 2017      | ISBN 978-4-0410-5786-5 |
| 5   | 24 de octubre de 2017    | ISBN 978-4-0410-5787-2 |
| 6   | 2 de febrero de 2018     | ISBN 978-4-0410-5789-6 |
| 7   | 3 de julio de 2018       | ISBN 978-4-0410-6931-8 |
| 8   | 4 de octubre de 2018     | ISBN 978-4-0410-6932-5 |
| 9   | 29 de diciembre de 2018  | ISBN 978-4-0410-6933-2 |
| 10  | 30 de marzo de 2019      | ISBN 978-4-0410-6934-9 |
| 11  | 26 de abril de 2019      | ISBN 978-4-0410-8121-1 |
| 12  | 10 de septiembre de 2019 | ISBN 978-4-0410-8121-1 |
| 13  | 4 de febrero de 2020     | ISBN 978-4-0410-8123-5 |
| 14  | 10 de julio de 2020      | ISBN 978-4-0410-8124-2 |
| 15  | 10 de octubre de 2020    | ISBN 978-4-0410-9900-1 |
| 16  | 10 de febrero de 2021    | ISBN 978-4-0410-9917-9 |
| 17  | 9 de julio de 2021       | ISBN 978-4-0411-1470-4 |
| 18  | 9 de noviembre de 2021   | ISBN 978-4-0411-1471-1 |
| 19  | 10 de marzo de 2022      | ISBN 978-4-0411-1472-8 |
| 20  | 9 de septiembre de 2022  | ISBN 978-4-04-112620-2 |
| 21  | 10 de febrero de 2023    | ISBN 978-4-04-113256-2 |
| 22  | 9 de junio de 2023       | ISBN 978-4-04-113697-3 |
| 23  | 7 de diciembre de 2023   | ISBN 978-4-04-114242-4 |
| 24  | 9 de abril de 2024       | ISBN 978-4-04-114643-9 |
| 25  | 10 de octubre de 2024    | ISBN 978-4-04-115271-3 |
| 26  | 10 de marzo de 2025      | ISBN 978-4-04-115798-5 |
| 27  | 7 de agosto de 2025      | ISBN 978-4-04-116417-4 |

### Anime
En septiembre de 2017 se anunció una adaptación al anime de la serie. El anime, que luego se confirmó que se emitiría en televisión, es dirigido por Masafumi Tamura y escrito por Tatsuya Takahashi, con animación de Silver Link, con diseños de personajes de Yuki Sawairi y música de Kō Ōtani. La serie se emitió del 10 de abril al 26 de junio de 2019 en AT-X, ABC, Tokyo MX y BS11. i☆Ris interpretó el tema de apertura de la serie "Ultimate ☆ Magic", mientras que Nanami Yoshi cantó el tema de cierre de la serie "Attoteki Vivid Days".
El 1 de octubre de 2021, Funimation anunció que la serie recibió un doblaje en español latino, que se estrenó el 7 de octubre. Tras la adquisición de Crunchyroll por parte de Sony, el doblaje se trasladó a Crunchyroll. 

#### Lista de episodios
| Arco del Estudiante de Primer Año | |                     |
| 1 | «Un bebé en los bosques va a la capital» «Seken shirazu, ō miyako ni tatsu» (世間知らず、王都に立つ)         | 10 de abril de 2019 |
| Shin Wolford es un joven, que solía trabajar en una oficina en Japón, pero después de morir en un accidente de tráfico, renace en otro mundo, donde aprende magia de su abuelo adoptivo, Merlín, y crece protegido del mundo.                                                                | |                     |
| 2 | «El nuevo estudiante poco convencional» «Jōshikiyaburi no Shinnyūsei» (常識破りの新入生)                     | 17 de abril de 2019 |
| Después de mudarse a la capital real, Shin se prepara para tomar el examen de ingreso para la Academia de Magia de Earlsheid, una escuela secundaria para magos. Sin embargo, su habilidad en la magia ya asegura que está en una clase.                                                     | |                     |
| 3 | «¡Una situación de emergencia aparece!» «Kinkyū jitai hassei!» (緊急事態発生！)                              | 24 de abril de 2019 |
| Durante su primer día completo de escuela, Shin y los demás obtienen un recorrido por la academia. Después de que el padre de Kurt es convocado por el rey por el comportamiento de Kurt, mientras que la madre de Kurt invita a su antiguo maestro de magia a hablar con él.                | |                     |
| 4 | «El nombre del instigador» «Kuromaku no Na wa» (黒幕の名は)                                                  | 1 de mayo de 2019   |
| La noticia de las hazañas de Shin resulta imposible de mantener en secreto, y muchos más solicitantes desean unirse al grupo de estudio. El rey ordena una investigación conjunta sobre la aparición del nuevo demonoide. El grupo de estudio obtiene dos nuevos miembros.                   | |                     |
| Arco del Nuevo Héroe Sin Precedentes | |                     |
| 5 | «Un valiente nuevo héroe» «Hatenkōna Shineiyū» (破天荒な新英雄)                                              | 8 de mayo de 2019   |
| Mark lleva a Shin y a los demás a su herrería familiar, donde Shin encarga una nueva espada, y compra un regalo para Sizilien. El Imperio Blusfia comienza a prepararse para ir a la guerra. Shin se vuelve famoso y popular por sus acciones heroicas.                                      | |                     |
| 6 | «Inicio de guerra y entonamiento conjunto» «Kaisen to Gōdō kunren» (開戦と合同訓練)                          | 15 de mayo de 2019  |
| Aún repeliendo la invasión imperial y ataques de demonios, Diseum ordena a los estudiantes de las escuelas mágica y de caballeros aumentar su preparación para el combate, lo que resulta en un ejercicio de entrenamiento conjunto para ambas escuelas.                                     | |                     |
| 7 | «¡Vamos al campo!» «Gasshuku ni ikō!» (合宿に行こう！)                                                       | 22 de mayo de 2019  |
| Los miembros de la academia de magia y de la escuela de caballeros logran combatir a los demonios en equipos. Con la amenaza demonoide que se cierne sobre ellos, Shin decide llevar a cabo un campamento de entrenamiento mágico para el grupo durante las vacaciones de verano.            | |                     |
| 8 | «Juramento en el cielo estrellado» «Hoshizora no Chikai» (星空の誓い)                                        | 29 de mayo de 2019  |
| El entrenamiento mágico de Shin continúa, las habilidades de los miembros del grupo mejoran. La prometida y la hermana menor de Aug piden venir a quedarse en el campamento, y su presencia obligan a Shin y Sizilien a aceptar sus sentimientos el uno por el otro.                         | |                     |
| Arco del Instructor de Magia Más Fuerte de la Historia | |                     |
| 9 | «Nieto, herramienta mágica y fiesta de compromiso» «Mago to Madō gu to Kon'yaku Hirō» (孫と魔道具と婚約披露) | 5 de junio de 2019  |
| Antes de que Sizilien permita que Shin salir con ella, insiste en que le pida a sus padres su bendición. Shin experimenta con una nueva forma de magia, y piensa que el Grupo de Estudio de Magia Suprema está listo para llevar su entrenamiento a un nivel más alto.                       | |                     |
| 10 | «La caída del imperio» «Metsubō suru teikoku» (滅亡する帝国)                                                 | 12 de junio de 2019 |
| Mientras Aug espera con ansias su nombramiento como príncipe heredero, el grupo de estudio practica volar, gracias a la magia flotante de Shin. A medida que cae la última ciudad del Imperio Blusfia, Schtrom relata los acontecimientos que condujeron al derrocamiento de la nación.      | |                     |
| 11 | «La tropa de magos más fuerte de la historia» «Shijō saikyō no Mahōshi shūdan» (史上最強の魔法師集団)        | 19 de junio de 2019 |
| Una horda de más de un centenar de demonoides cruza la frontera e invade el Reino de Sweed. Sin embargo, Shin y los otros Magos Supremos ya están en camino de proporcionar su ayuda para neutralizar la amenaza demonoide.                                                                  | |                     |
| 12 | «Entonces, al mundo...» «Soshite, sekai e» (そして、世界へ...)                                               | 26 de junio de 2019 |
| Sizilien tiene las manos llenas de heridos en la estación de ayuda, mientras que Shin y los demás están ocupados con las excepcionales habilidades de lucha de Miria. Una vez terminada la pelea con los demonoides, Aug propone un plan al rey de Sweed que podría cambiar al mundo entero. | |                     |